# Theatre Is Evil
Theatre Is Evil ist das dritte Studioalbum der US-amerikanischen Musikerin Amanda Palmer, das am 7. September 2012 veröffentlicht wurde. Es wurde mit Hilfe der Crowdfunding-Plattform Kickstarter finanziert und erreichte in den USA Platz 10 der Billboard-Charts.

## Entstehung
Theatre Is Evil entstand ohne Beteiligung eines Labels, nachdem sich Palmer im Rechtsstreit von ihrem vorherigen Label Roadrunner Records getrennt hatte. Stattdessen bat sie auf der Crowdfunding-Plattform um eine Vorfinanzierung ihres Albums in Höhe von 100.000 US-Dollar. Mit der Albenfinanzierung einher ging das Versprechen über die Produktion eines Artbooks, einer Ausstellung der darin enthaltenen Werke in Berlin, London und vier weiteren Städten in den USA sowie einer Welttournee. Tatsächlich erhielt Palmer bis zum 31. Mai 2013 von 24.883 Unterstützer insgesamt 1.192.793 US-Dollar. Von dieser Summe flossen rund 800.000 bis 900.000 Dollar in die Produktion des Albums.
Der Titel des Albums wurde von Palmers Fans mitbestimmt. Ursprünglich sollte die CD nach der US-amerikanischen Schreibweise Theater Is Evil lauten, folgte nach Diskussionen und Abstimmung unter ihren Anhängern schließlich jedoch der britischen Schreibweise.

## Rezeption
Theatre Is Evil stieg eine Woche nach Veröffentlichung mit einem Absatz von 24.000 verkauften Alben, 93 % davon als bezahlter Download, auf Platz 20 der Billboard 200 ein und konnte sich auch in der Folgewoche auf diesem Platz behaupten. Weiterhin belegte es für eine Woche Platz 3 der Alternative-Alben, Platz 7 der Downloadalben sowie Platz 8 der Rockalben und war zwei Wochen in den Independent-Charts vertreten, in der Spitze mit Platz 2.

„Was Palmer mit ‚Theatre Is Evil‘ aus dem Hut zaubert, ist ein Lieder-Panoptikum mit höchstem Unterhaltungswert, in dem pure Anarchie waltet. 15 Songs, die sich in ihrem erzählerischen Aufwand zu einer unendlichen Geschichte zusammenspinnen und in ihren Harmonieschwankungen unberechenbar sind wie die Launen eines Irrwischs.“

„‚Theatre is evil‘ ist ein pompöses, wuchtiges Paket aus Glamrock, Brit-Pop und süßlichen Schnulzen. Die Bezeichnung „Brecht’sches Punk-Cabaret“, die Palmer sich selbst für ihre Musik ausgedacht hat, passt immer noch wie der Arsch auf den Eimer. Es ist ihr drittes Solo-Studioalbum und das bisher eindrücklichste, am meisten ausgeklügelte.“

Negative Kritiken erntete Palmer, als sie für die Live-Tour nach Gastmusikern suchte, ihnen im Gegenzug aber lediglich Freibier und keine Bezahlung versprach. Sie begründete dies damit, keine finanziellen Reserven für die Bezahlung zu haben. Anhaltende Proteste bewegten Palmer schließlich dazu, ihre Gastmusiker auch rückwirkend zu entlohnen.

## Titelliste
Alle Lieder, soweit nicht anders gekennzeichnet, Text & Komposition von Amanda Palmer.
1. Meow Meow Introduces The Grand Theft Orchestra (0:18)
2. Smile (Pictures or It Didn’t Happen) (6:27)
3. The Killing Type (4:29)
4. Do It with a Rockstar (4:25)
5. Want It Back (4:09)
6. Grown Man Cry (5:16)
7. Trout Heart Replica (7:09)
8. A Grand Theft Intermission – Autor: Jherek Bischoff (2:07)
9. Lost (4:31)
10. Bottomfeeder (6:13)
11. The Bed Song (6:07)
12. Massachusetts Avenue (4:40)
13. Melody Dean (4:02)
14. Berlin (7:17)
15. Olly Olly Oxen Free (4:06)

iTunes-Bonustrack
1. The Living Room (7:12)

Australian Bonustrack
1. Denial Thing (2:57)

Kickstarter Bonustracks
1. Denial Thing (2:57)
2. The Living Room (7:12)
3. Ukulele Anthem (5:32)
4. From St. Kilda To Fitzroy (4:55)

Kickstarter Deluxe Bonustracks
1. Video Games (feat. Dot.AY) (Lana Del Rey cover) – Autor: Elizabeth Grant, Justin Parker (5:00)
2. Provanity (3:58)
3. The Assistant (4:41)
4. Not Mine (2:52)